# Synthetonychia minuta
Synthetonychia minuta är en spindeldjursart som beskrevs av Forster 1954. Synthetonychia minuta ingår i släktet Synthetonychia och familjen Synthetonychidae. Inga underarter finns listade i Catalogue of Life.